# Luc Langevin
 (septembre 2023).
 (septembre 2023).
Luc Langevin, né le 16 février 1983 à Saint-Augustin-de-Desmaures (Québec), est un illusionniste canadien.
Dès 2007, il confie ambitionner de devenir le meilleur illusionniste. Même si l'arrivée de son premier enfant le freine, il s'accroche toujours à ce rêve en 2025.

## Biographie
Luc Langevin possède une formation en biophotonique (doctorat amorcé) à l'Université Laval de Québec, qui influence grandement la présentation de ses tours de magie. En 2009, l'émission Comme par magie est diffusée pour la première fois sur les ondes de ARTV. La série permet à Luc Langevin de fusionner son talent d'illusionniste et son bagage scientifique pour présenter plus de 400 illusions à des inconnus rencontrés dans la rue ou dans des endroits publics. La carrière de Luc est lancée. Il commence l'illusion et la magie à son plus jeune âge.
En 2010, Radio-Canada et ARTV présentent la première d'une série d'émissions Comme par magie - spéciale artistes, où Luc crée des illusions sur mesure pour des artistes invités. Cette émission rejoint plus d'un million de téléspectateurs avec 30 % de part de marché. L'une de ces spéciales artistes, Aux limites de l'illusion 2, reçoit en 2013 le prix Gémeaux du meilleur spécial de variétés ou des arts de la scène.
En 2014, Luc Langevin anime le documentaire Maîtres de l'illusion - au-delà de la magie, produit par Téléfiction. Il invite les spectateurs à le suivre de Montréal à Paris, en passant par Londres et New York, pour présenter ses rencontres captivantes avec d'autres grands maîtres de l'illusion: Dynamo, Derren Brown, Mathieu Bich, Andy Nyman, William Kalush et Stéphane Bourgoin. Chacun d'eux nous dévoile sa conception de l'illusion et nous fait découvrir l'évolution de cet art qui mystifie tant.
Luc Langevin franchit un nouveau pas au printemps 2015 avec la série Défier la magie, présentée sur ARTV. Cette fois, l'émission met en vedette trois créateurs d'illusions : Luc Langevin, Stéphane Bourgoin et Mathieu Bich. Chaque semaine, les talents des trois illusionnistes sont mis à rude épreuve alors que des personnalités invitées leur lancent différents défis. La série est produite par Claude Veillet de Téléfiction et réalisée par Hugo Matte.
Téléfiction a produit pour Luc Langevin plus de 30 heures d'émissions originales. Ces émissions sont toujours en ondes et offertes sur les différentes plateformes de diffusion.

## SpectacleRéellement sur scène
Encouragé par le succès de ses émissions, Luc produit en 2013 avec son agent et producteur Claude Veillet son premier spectacle intitulé Réellement sur scène. Le spectacle, qui remporte un succès populaire (200 représentations devant plus de 150 000 spectateurs), est salué par la critique et programmé jusqu'à la fin de 2015. Avec Réellement sur scène, Luc invite le spectateur dans son univers de mathématique, de physique et d'optique, où fusionnent intelligence et audace. La critique a acclamé l'originalité du spectacle qui présente la magie d'une nouvelle génération, loin des paillettes, des lapins dans le chapeau et des assistantes sciées en deux. La magie de Luc Langevin voyage entre la science, le rêve et l'illusion, dans un laboratoire inspiré de l'univers de Jules Verne. En février 2016, l'illusionniste présentera pour la première fois son spectacle au Casino de Paris. Il entamera ensuite une tournée à travers la France.

## SpectacleMaintenant Demain
Mis en scène par René Richard Cyr et présenté par La Capitale assurance et services financiers.
Luc Langevin repousse encore plus les limites de son art dans ce spectacle en proposant des numéros de grande illusion. Le spectateur est propulsé dans un monde extraordinaire narré par l'artiste et dont le fil conducteur est le temps qui passe. Les numéros s'enchaînent avec brio : de l'intrigante boîte aux objets perdus jusqu'à l'épatante téléportation d'un spectateur, Luc Langevin mène son spectacle avec poésie et mystère. Il interagit aisément avec le public qui participe à ses numéros.
Le spectacle est en tournée au Quebec et en France en 2019.

## Engagement
Luc Langevin s'est engagé également dans plusieurs causes sociales et communautaires. En 2012, en plus d'avoir reçu la médaille Raymond-Blais, il est porte-parole du 75e anniversaire de la Faculté des sciences et de génie. Il est aussi porte-parole du concours international de magie Michel Cailloux 2013, qui a lieu pendant le Festival de magie de Québec. Depuis 2013, l'illusionniste est porte-parole national des Expo-sciences, ainsi que porte-parole de la Fondation sur les Leucodystrophies, des maladies dégénératives infantiles.
Il dénonce à l'occasion certains tenants du paranormal, notamment l'émission Rencontres paranormales.

## Récompenses et nominations

### Récompenses
- 2015 - Académie française des illusionnistes: Mandrake d'Or «Révélation internationale 2015»
- 2013 - Gala des Prix Gémeaux: meilleur spécial de variétés ou des arts de la scène, Aux limites de l'illusion 2
- 2012 - Gala des Prix Gémeaux: meilleure réalisation série ou spécial de variétés ou des arts de la scène, Aux limites de l'illusion 1

### Nominations
- 2015 - Gala des Prix Gémeaux: meilleure direction photographique ou éclairage: humour, variétés toutes catégories, Défier la magie
- 2014 - Gala des Prix Gémeaux: meilleur documentaire: culture, Maîtres de l'illusion - au-delà de la magie
- 2014 - Gala des Prix Gémeaux: meilleure musique originale: documentaire, Maîtres de l'illusion - au-delà de la magie
- 2013 - Gala des Prix Gémeaux: meilleure réalisation série ou spécial de variétés ou des arts de la scène, Aux limites de l'illusion 2
- 2013 - Gala des Prix Gémeaux: meilleure direction photographique ou éclairage: humour, variétés toutes catégories, Aux limites de l'illusion 2
- 2012 - Gala des Prix Gémeaux: meilleure série ou spécial de variétés ou des arts de la scène, Comme par magie spéciale artistes cinéma